# Sadist
I Sadist sono un gruppo progressive death metal genovese attivo dal 1991.

## Storia

### DaBlack ScreamsadAbove the Light
Il gruppo nasce nel 1991 a Genova per mano di Tommy Talamanca e Marco Pesenti, già batterista nei Necrodeath, che reclutano Fabio e Andy. In pochi mesi la band inizia a suonare nei locali della zona, attirando l'interesse dell'etichetta Obscure Plasma Records, che nel settembre dello stesso anno pubblica il primo EP del gruppo, Black Screams che vende duemilacinquecento copie e che viene ristampato nel 1992 dalla Wild Rag Records. Dopo un tour in Italia Fabio abbandona il gruppo lasciando ad Andy il ruolo di cantante.
Nel frattempo i Sadist ottengono un contratto per due album con la Nosferatu Records, e nel 1993 esce l'album d'esordio Above the Light, che ebbe un impatto significativo sulla scena death metal underground diventando uno dei dischi più influenti del death/thrash metal. Nel settembre dello stesso anno Andy viene allontanato dalla band e viene rimpiazzato dal bassista Chicco e dal cantante Zanna. Nel tardo 1993 il gruppo registra il video della canzone Sometimes they come back, e inizia un tour in Francia e nei Paesi Bassi. Nel 1994 suona di supporto alla tappa italiana del tour dei Carcass e a diverse tappe del tour dei Samael in Francia.

### DaTribeaCrust
Nel febbraio del 1996 viene pubblicato Tribe, distribuito dalla Rising Sun Records in occidente e dalla Toy's Factory in Giappone, ottenendo un buon responso di pubblico. In giugno inizia un tour europeo, e in breve tempo viene pubblicato il video di Tribe. A novembre sono headliner al Mindview's Belgian Metal Convention in Belgio e registrano una reinterpretazione di Wrathchild in un album tributo agli Iron Maiden.
Nel frattempo verso la fine del 1996 Peso lascia la band, e a causa di dissapori interni Tommy si separa dal resto della band e inizia a comporre nuovo materiale con il bassista originario Andy; entrano quindi nella band Oinos e Trevor in qualità rispettivamente di batterista e cantante. All'inizio del 1997 i Sadist iniziano un tour in Italia e Paesi Bassi, ma Oinos lascia, venendo rimpiazzato dal nuovo batterista Alessio.
Verso la fine di quell'anno la band pubblica per la Displeased records il terzo album dal titolo Crust. Nel 1998 viene pubblicato il video di Fools and Dolts, e suonano al Wacken Open Air.

### DaLegoaSadist
Nel 1999 il gruppo firma per la Impact/System Shock e registra negli studi Nadir Studio di Tommy l'album Lego, pubblicato nel 2000, ma a causa del cattivo responso del pubblico il gruppo decide di sciogliersi.
Nel 2005 tuttavia i membri della band si riuniscono e firmano con l'etichetta Beyond Prod. per la ristampa di Above the Light, Tribe e un nuovo album dal titolo Sadist che esce nell'aprile 2007. Nel frattempo la band firma un accordo con la Booking Agency Live. Nell'estate dello stesso anno i Sadist parteciperanno a diversi festival tra i quali il concerto del 20 giugno allo Stadio Olimpico di supporto agli Iron Maiden, la partecipazione al Gods of Metal "parte II" il 30 giugno, la presenza al Metal Camp in Slovenia e altri appuntamenti in Europa (Armenia, Repubblica Ceca, Paesi Bassi). Il tour promozionale partirà invece in autunno dello stesso anno. Nel novembre 2009 sostituiscono gli Evile (causa morte del bassista di questi ultimi durante il tour) nelle tre date italiane degli Amon Amarth, in qualità di band di supporto.

### DaSeason in SilenceaSpellbound
Nel 2010 i Sadist pubblicarono per la Scarlet Records un concept album dedicato all'inverno ed intitolato Season in Silence. L'album ottenne un notevole successo di critica e di pubblico, tanto che Metal Hammer lo inserì in seguito tra i migliori 10 album del decennio. Il tour che seguì il disco li vide poi anche aprire le date italiane dell'European Carnage Tour di Megadeth e Slayer.
Il 9 novembre 2018 esce con la Scarlet Records l'ottavo album Spellbound, un concept album dedicato a Alfred Hitchcock.

## Stile e influenze
Come spiegato in un'intervista dal chitarrista e tastierista Tommy Talamanca, la musica dei Sadist è partita dall'idea di inserire elementi di origine progressive rock di band anni settanta quali Premiata Forneria Marconi e Genesis in un contesto death metal. Tali ispirazioni sono evidenti soprattutto nell'ampio utilizzo delle tastiere, le quali risultano essere il marchio distintivo del loro sound.
Il loro primo album Above the Light del 1993 mostra sonorità paragonabili a gruppi contemporanei quali Nocturnus, Cynic e Pestilence. Il loro stile si evolve personalizzandosi nel secondo album Tribe. Se il successivo Crust (1997) continua consolidando il genere, nel quarto album Lego si spostarono verso un alternative metal che tuttavia ricevette scarsi consensi, spingendo la formazione a dividersi. Si riuniscono nel 2005 e nel 2007 pubblicano Sadist, che rappresenta un ritorno alle origini, come il successivo Season in Silence.

## Formazione

### Formazione attuale
- Tommy Talamanca - tastiere, chitarra (1991 - 2000, 2005 - presente)
- Davide Piccolo - basso (2022 - presente)
- Giorgio "Jenny" Piva - batteria (2022 - presente)
- Trevor Nadir - voce (1996 - 2000, 2005 - presente)

### Ex componenti
- Fabio Bocchiddi - voce (1991 - 1992)
- Andrea Zanini - voce (1993 - 1996)
- Salvatore Parisi - basso (1995 - 1996)
- Marco Pesenti - batteria (1991 - 1996)
- Filippo Oinos - batteria (1997 - 1999)
- Andy Marchini - basso/voce (1993 - 1994), basso (1991 - 1992, 1996 - 2000, 2005 - 2019)
- Andrea Nasso - basso (2019 - 2022)
- Alessio Spallarossa - batteria (1999 - 2000, 2005 - 2022)

## Discografia

### Album in studio
- 1993 - Above the Light
- 1996 - Tribe
- 1997 - Crust
- 2000 - Lego
- 2007 - Sadist
- 2010 - Season in Silence
- 2015 - Hyaena
- 2018 - Spellbound
- 2022 - Firescorched
- 2025 - Something to Pierce

### Demo e EP
- 1991 - Black Screams (Demo)
- 1991 - Black Screams (EP)